# 41 Batalion Straży Granicznej
41 Batalion Straży Granicznej – jednostka organizacyjna Straży Granicznej w II Rzeczypospolitej.

## Formowanie i zmiany organizacyjne
Wykonując postanowienia uchwały Rady Ministrów z 23 maja 1922 roku, Minister Spraw Wewnętrznych rozkazem z 9 listopada 1922 roku zmienił nazwę „Bataliony Celne” na „Straż Graniczną”. Wprowadził jednocześnie w formacji nową organizację wewnętrzną. 41 batalion celny przemianowany został na 41 batalion Straży Granicznej.
41 batalion Straży Granicznej funkcjonował w strukturze Komendy Powiatowej Straży Granicznej w Sopoćkiniach, a jego dowództwo stacjonowało w Druskiennikach. W skład batalionu wchodziły cztery kompanie strzeleckie oraz jedna kompania karabinów maszynowych w liczbie 3 plutonów po 2 karabiny maszynowe na pluton. Dowódca batalionu posiadał uprawnienia dyscyplinarne dowódcy pułku. Cały skład osobowy batalionu obejmował etatowo 614 żołnierzy, w tym 14 oficerów.
W 1923 roku batalion przekazał swój odcinek oddziałom Policji Państwowej i został rozwiązany.

## Służba graniczna
W grudniu 1922 batalion ochraniał odcinek granicy państwowej długości 52 km od Przewałki do rzeki Uły.
Na przełomie 1922 i 1923 do dyspozycji Komendy Powiatowej Policji Państwowej w Sejnach przydzielono z batalionu ppor. Stanisława Lichoniewicza i 55 żołnierzy. Po przydzieleniu do policji żołnierze zostali przemundurowani i pełnili służbę na podstawie regulaminów policyjnych. Ich zadaniem była obrona ludności na terenie polskiego pasa neutralnego przed atakami litewskich partyzantów.
Z dniem 30 kwietnia 1923 dokonano korekty obsadzenia granic. 41 batalion zajmował odcinek około 53 km od wsi Miliniszki do wsi Mielniki /wył./ i wystawiał 19 placówek.
W dniach 25-30 czerwca 1923 pododcinek ochraniany przez batalion, wraz z wyposażeniem granicznym oraz większością sprzętu,  został przekazany Policji Państwowej. Większość oficerów zdecydowała się na służbę w oddziałach granicznych policji.
Sąsiednie bataliony
- 42 batalion Straży Granicznej ⇔ – XII 1922

## Żołnierze batalionu
Komendanci batalionu
| stopień     | imię i nazwisko     | okres pełnienia służby | kolejne stanowisko |
| ----------- | ------------------- | ---------------------- | ------------------ |
| kpt. piech. | Alfred Klotz (p.o.) | IX 1922 –              |                    |
| mjr kol.    | Władysław Długowski | 19 X 1922 – IX 1923    | 3 pułk kolejowy    |

## Struktura organizacyjna
| Ordre de Bataille 41 batalionu Straży Granicznej w Miejszogole w maju 1923 | Ordre de Bataille 41 batalionu Straży Granicznej w Miejszogole w maju 1923 | Ordre de Bataille 41 batalionu Straży Granicznej w Miejszogole w maju 1923 | Ordre de Bataille 41 batalionu Straży Granicznej w Miejszogole w maju 1923 | Ordre de Bataille 41 batalionu Straży Granicznej w Miejszogole w maju 1923 |
| kompania                                                                   | 1. Marcinkańce                                                             | 2. Randomańce                                                              | 3. Przewałki                                                               | 4. odwód                                                                   |
| -------------------------------------------------------------------------- | -------------------------------------------------------------------------- | -------------------------------------------------------------------------- | -------------------------------------------------------------------------- | -------------------------------------------------------------------------- |